# Håkon Evjen
Håkon Evjen, né le 14 février 2000 à Narvik en Norvège, est un footballeur international norvégien qui évolue actuellement au poste d'ailier droit au FK Bodø/Glimt.

## Biographie

### FK Mjølner
Né  à Narvik en Norvège, Håkon Evjen commence sa carrière avec le FK Mjølner (en), un modeste club qui évolue dans les divisions inférieures du football norvégien. Il participe en tout à 25 matchs toutes compétitions confondues avec ce club, la plupart dans le championnat de troisième division.

### FK Bodø/Glimt
Le 1er septembre 2016 il s'engage avec le FK Bodø/Glimt. Après un an à jouer dans l'équipe réserve du club il signe son premier contrat professionnel, le 7 août 2017. Le 22 octobre de la même année il joue son premier match en professionnel avec son nouveau club face au FK Jerv en deuxième division. Il entre en jeu ce jour-là et son équipe s'impose sur le score de quatre buts à un. Â l'issue de cette saison le FK Bodø/Glimt est sacré champion de Norvège et est promu à l'échelon supérieur. Evjen obtient donc son premier trophée. 
Evjen joue son premier match en Eliteserien le 29 avril 2018, lors d'un match nul face au Sarpsborg 08 FF (0-0). Le 27 mai suivant il inscrit son premier but en professionnel, lors de la victoire en championnat de son équipe face au Ranheim Fotball (4-0). Lors de la saison 2019 Evjen se révèle en inscrivant plusieurs buts importants pour son équipe, dont un doublé le 5 août 2019 face à Strømsgodset IF, qui contribue à la victoire de son équipe (1-3). À l'issue de la saison 2019 Evjen est récompensé du titre de meilleur jeune joueur de l'année, mais également de meilleur joueur de l'année.

### AZ Alkmaar
Les performances de Håkon Evjen attirent l'attention de plusieurs clubs européens et c'est l'AZ Alkmaar qui le recrute pour 2,5 millions d'euros. Il rejoint le club au premier janvier 2020,. Il joue son premier match sous ses nouvelles couleurs le 21 janvier 2020, en entrant en jeu à la place de Fredrik Midtsjø lors d'un match de coupe des Pays-Bas face au TOP Oss remportée par son équipe sur le score de deux buts à zéro. 
Evjen inscrit son premier but le 20 février 2020, lors d'une rencontre de championnat face au VVV Venlo. Il est titularisé et son équipe l'emporte par quatre buts à un ce jour-là.

### Brøndby IF
Le 17 janvier 2023, lors du mercato hivernal, Håkon Evjen rejoint le Danemark pour s'engager en faveur du Brøndby IF. Il signe un contrat courant jusqu'en juin 2027,.
Evjen marque son premier but pour le Brøndby IF le 19 mars 2023 contre le FC Nordsjælland. Auteur de l'ouverture du score de son équipe, il ne peut empêcher la défaite de son équipe.

### Retour au FK Bodø/Glimt
Le 27 janvier 2024, Håkon Evjen fait son retour au FK Bodø/Glimt, quatre ans après l'avoir quitté. Il signe un contrat courant jusqu'en décembre 2028.

### En sélection
Håkon Evjen est sélectionné avec l'équipe de Norvège des moins de 17 ans pour participer au Championnat d'Europe des moins de 17 ans en 2017, qui se déroule en Croatie. Il prend part à deux matchs lors de cette compétition mais la Norvège ne dépasse pas la phase de groupe.
Avec les moins de 20 ans il participe à la Coupe du monde des moins de 20 ans en 2019. Il joue trois matchs lors de ce tournoi, dont deux comme titulaire, mais son équipe ne parvient pas à sortir de la phase de groupe.
Håkon Evjen reçoit sa première sélection avec l'équipe espoirs de Norvège le 6 septembre 2019, face à Chypre. Il est titularisé au poste d'ailier droit ce jour-là et est remplacé par Tobias Christensen à dix minutes de la fin de la rencontre. Les Norvégiens remportent la partie sur le score de deux buts à un. Il inscrit son premier but avec les espoirs le 7 septembre 2021 contre l'Estonie. Il est titularisé et délivre également une passe décisive lors de ce match remporté par son équipe (0-5 score final).
Le 18 novembre 2020, Håkon Evjen honore sa première sélection avec l'équipe nationale de Norvège face à l'Autriche. Il entre en jeu à la place de Veton Berisha et la rencontre se solde par un match nul (1-1).

## Vie personnelle
Håkon Evjen est le fils de l'ancien footballeur Andreas Evjen (en), qui a été capitaine du FK Bodø/Glimt dans les années 90. Håkon a également un frère jumeau appelé Henrik.

## Distinctions personnelles
- Meilleur joueur du Championnat de Norvège en 2019.
- Meilleur jeune joueur du Championnat de Norvège en 2019.